# Sprawa na dziś
Sprawa na dziś – polski serial telewizyjny w reżyserii Mikołaja Haremskiego, produkowany w latach 2003–2005.
Akcja serialu toczy się w środowisku dziennikarskim łódzkiej telewizji. Do pracujących w niej dziennikarzy przychodzą ludzie, którzy nie potrafią poradzić sobie z trudnymi sprawami osobistymi.

## Obsada
W rolach głównych
- Sylwia Juszczak − Joanna Banach
- Agnieszka Korzeniowska − Anna Wyrzykowska
- Barbara Lauks − Katarzyna „Pirania” Fogler, szefowa redakcji „Sprawy na dziś”
- Ireneusz Czop − Piotr Kozłowski
- Mikołaj Krawczyk − Andrzej Stasiak (odc. 1–31)

W pozostałych rolach
- Marek Kałużyński − operator Wojtek
- Bronisław Wrocławski − Henryk Wyrzykowski, ojciec Anny (od odcinka 32 dyrektor ośrodka TVP)
- Małgorzata Buczkowska − Zośka, operator „Sprawy na dziś” (od odc. 32)
- Artur Andrus − portier Artur (odc. 1–11)
- Andrzej Poniedzielski − portier (odc. 1–11)
- Andrzej Zaorski − porter Maurycy Jan Podhorecki-Czyński (odc. 12–31)
- Marek Ławrynowicz − portier Gustaw Gutek (odc. 12–31)

oraz:
- Katarzyna Anzorge − 2 role: dziewczyna wypowiadająca się w sondzie ulicznej; Justyna, pracownica telewizyjnego bufetu
- Aleksander Bednarz − komendant policji
- Marek Bielecki − „Helion”, przywódca sekty
- Katarzyna Cynke − Aneta, asystentka Henryka Wyrzykowskiego
- Sambor Czarnota − Adam, narzeczony zabitej dziewczyny
- Michał Fajbusiewicz − on sam
- Tadeusz Falana − dziennikarz
- Małgorzata Flegel-Siedler − matka Krzysztofa Kluczyka
- Andrzej Głoskowski − profesor Koryncki
- Mirosław Haniszewski − dziennikarz „Kuriera Codziennego”
- Mikołaj Haremski − realizator
- Dymitr Hołówko − burmistrz
- Jolanta Jackowska-Czop − pielęgniarka
- Andrzej Jurczak − handlarz
- Martyna Kliszewska − Marlena, była prostytutka
- Łukasz Konopka − Sasza, szwagier Leny
- Agnieszka Kowalska − Izabela Czarnolas, pedagog z ośrodka adopcyjnego
- Beata Olga Kowalska − sędzia Ewa Andrzejewska, matka Jarka
- Kamil Maćkowiak − Włodek Małecki, uczestnik konkursu na Mistera regionu, prezenter pogody
- Wojciech Malajkat − nauczyciel Jabłonowski
- Barbara Marszałek − matka zabitej dziewczyny
- Magdalena Michalak − prezenterka
- Monika Obara − specjalistka w spółdzielni
- Mariusz Ostrowski − policjant
- Bogusława Pawelec − Maria Chądzyńska, gość programu
- Tomasz Piątkowski − policjant
- Mariusz Pilawski − Marek Kosarowski, nauczyciel chemii w gimnazjum
- Kamila Sammler − dyrektorka Miejskiego Ośrodka Pomocy Społecznej
- Anna Sarna − Basia, opiekunka w domu dziecka
- Dariusz Siatkowski − mąż Marleny
- Mariusz Siudziński − nauczyciel Jerzy Klicki, reporter terenowy w Zdziechowie
- Michał Staszczak − policjant Kanicki
- Grzegorz Stosz − znajomy Andrzejewskiej
- Sławomir Sulej − naczelnik policji
- Patrycja Szczepanowska − Marzena, dziewczyna Andrzeja
- Barbara Szcześniak − matka Andrzeja
- Michał Szewczyk − Kazimierz Jerzmanowski, wójt Zdziechowa
- Wojciech Walasik − Kalendowski, dyrektor zoo
- Andrzej Wichrowski − Banach, ojciec Joanny
- Aneta Zając − recepcjonistka w szpitalu
- Justyna Zbiróg − lekarka
- Marieta Żukowska − Alicja Strzelczyk, napastniczka w banku

i inni.